# A Bucket of Blood
A Bucket of Blood è un film tv del 1995 diretto da Michael McDonald: è il remake del film Un secchio di sangue (1959) di Roger Corman, qui in vece di produttore.